# Graptophyllum glandulosum
Graptophyllum glandulosum är en akantusväxtart som beskrevs av William Bertram Turrill. Graptophyllum glandulosum ingår i släktet Graptophyllum och familjen akantusväxter. Inga underarter finns listade i Catalogue of Life.